# Aeon (banda)
Aeon es una banda sueca de death metal. 

## Biografía
La temática de sus letras es acerca del anticristianismo. Tommy Dahlström, Johan Hjelm, Arttu Malkki y Zeb Nilsson crearon Aeon "de las cenizas" de su primera banda, Defaced Creation (1994-1999) la cual, de igual manera, nació de la banda Unorthodox. Eventualmente, Malkki y Hjelm salieron de la banda, dejándola tan solo con los únicos dos miembros originales, Tommy y Zeb. La banda ha tenido muchos problemas en su alineación: en el 2007, el baterista Nils Fjellström dejó Aeon para unirse a Dark Funeral, forzando a la banda a cancelar una gira junto a Cannibal Corpse y otras bandas. La banda ha lanzado 3 álbumes, el último a través de la discográfica Metal Blade.
El 9 de septiembre de 2009, Aeon anunció que el bajista Max Carlberg sale de la banda y sería reemplazado por Victor Brandt. El 4 de enero del 2010, Aeon volvió a anunciar una salida más, la del recién integrado Brandt, el cual sería sustituido por Marcus Edvardsson.
No confundir con la banda de thrash metal sueca "Aeon" (1988- 1993).

## Integrantes

### Miembros actuales
- Tommy Dahlström - voz
- Zeb Nilsson - guitarra solista
- Daniel Dlimi - guitarra
- Marcus Edvardsson - bajo
- Nils Fjellström - batería

### Miembros pasados
- Morgan Nordbakk - guitarra
- Arttu Malkki - batería
- Johan Hjelm - bajo
- Max Carlberg - bajo
- Victor Brandt - bajo

## Discografía
Como "Unorthodox"
- Santeria (Demo, 1993)

Como "Defaced Creation"
- Defaced Creation (Demo, 1995)
- Resurrection (EP, 1996)
- Serenity in Chaos (CD, 1999)

Como "Aeon"
- Aeon Demo #1 (Demo, 1999)
- Dark Order (EP, Necrópolis, 2001)
- Bleeding the False (CD, Unique Leader, 2005)
- Rise to Dominate (CD, Metal Blade Records, 2007)
- Path of Fire (CD, Metal Blade Records, 2010).[6]
- Aeons Black (CD, Metal Blade Records, 2012)
- God Ends Here (CD, Metal Blade Records , 2021)